# A Coca-Cola Company védjegyeinek listája
Ha a vállalatról szóló szócikkre vagy kíváncsi, nézd meg a Coca-Cola Company szócikket. Az üdítőitalról szóló szócikket a Coca-Cola néven találod meg.
A Coca-Cola Company, mint a világ legnagyobb üdítőital gyártó cége, megközelítőleg 400 védjegyet birtokol. Néhányuk, mint a Coca-Cola is, szénsavas üdítőital, de ide tartoznak a gyümölcsitalok, sportitalok, ásványvizek, teák és kávék is.

## A Coca-Cola védjegyei világszerte
- A: Accent, Ades, Alhambra, Alive, Almdudler, Ambasa, American, Amita,  Andifrut, Appletiser, Aquactive, Aquana, Aquapure, Aquarius, Aqvaris, Arwa, Aybal-Kin, Aqua Shot
- B: Bacardi Mixers, Barq's, Beat, Belté, Beverly, Bibo, Bimbo, Bimbo Break, Bingooo, Bistrone, Bjare, BlackFire, Boco, Bom Bit Maesil, Bonaqua/Qa, BPM, Bright And Early, Bubbly, Burn,
- C: Caffeine Free Barq's, Caffeine Free Coca-Cola, Caffeine Free Coke II, Caffeine Free Diet Coke/Coca-Cola light, Cal King, Calypso, Cannings, Cappy, Carvers, Cepita, Chaho, Charrua, Chaudfontaine, Cheers, Cherry Coke, Chinotto, Chinotto light, Chippewa, Chivalry, Ciel, Citra, Club, Coca-Cola, Coca-Cola C2, Coca-Cola with Lime, Coca-Cola Zero, Cocoteen, Coke II, Cresta, Cristal, Crush, Crystal, Cumberland Gap
- D: DANNON, Dasani, Deep River Rock, Delaware Punch, DESCA, Disney Hundred Acre Wood, Disney Mickey's Adventure, Disney Winnie the Pooh, Disney Xtreme Cooler, Dorna, Drim
- E: E2, Earth & Sky, Eight O'Clock, Escuis, Escuis light, Eva Water, Evian
- F: Fanta, Finley, Fioravanti, Five Alive, Flavor Rage, Floatz, Fontana, Fraser & Neave, Freezits, Fresca, Frescolita, Freskyta, Fresquinha, Frestea, Frisco, Frucci, Frugos, Frugos Fresh, Fruitia, Fruitlabo, Fruitopia, Freeze, Fruktime, Frutina, Frutonic
- G: Genki No Moto, Georgia, Georgia Club, Georgia Gold, Gini, Gold Spot, Golden Crush, Grapette, Guarana Jesus
- H: H2OK, Happy Valley, Haru no Mint Shukan, Hawai, Hi-C, Hi Spot, Hit, Horizon, Huang
- I: Ice Dew, Ice Mountain, Ikon, INCA KOLA, Izvorul Alb
- J: Jaz Cola, Jet Tonic, Jinmeile, Jolly Juice, Joy, Jozuni Yasai, Jurassic Well, Just Juice, Juta
- K: Kapo, Kapo Axion, Kapo Super Power, Keri, Kia Ora, Kidsfruitz, Kilimanjaro, Kin, Kin light, Kinley, Kiwi Blue, KMX, Kochakaden, Koumisoukai, Krest, Kuat, Kuat light, Kuli, Keri Orange Juice.
- L: Leed, Lilia, Lift, Lift Plus, Lilt, Limca, Limonade, Linnuse, Love Body, Lemon & Paeroa
- M: Maaza, Mad River, Magnolia, Magnolia Funch, Magnolia Zip, Malvern, Manzana Mia, Mare Rosso, Marocha, Master Chill, Master Pour, Mazoe, Meijin, Mello, Mello Yello, Mer, Mezzo Mix, Miami, Mickey Mouse, Migoro-Nomigoro, Milo, Minaqua, Minute Maid, Minute Maid Juice To Go, Minute Maid Soft Drink, Mireille, Mone, Monsoon, Mori No Mizudayori, Mr. Pibb, Multivita
- N: Nagomi, Nalu, Namthip, Nativa, Naturaqua, Nature's Own, Nectar Andina, Nectarin, Nestea, Nestea COOL, Nevada, Neverfail, Nordic Mist, Northern Neck, Nusta
- O: Oasis, Odwalla, Old Colony, Olimpija, Orchy, Oyu
- P: Paani, Pacific Orchard, Pampa, Pams, Parle, Peats Ridge Springs, Pepe Rico, Pibb Xtra, Piko, Pilskalna, Planet Java, Play, Pocarrot, Pocket Dr., Poiana Negri, Poms, Ponkana, Pop Cola, Portello, POWERADE, POWERADE light, Pulp Ananas, Pump
- Q: Qoo, Quatro, Quwat Jabal
- R: Ramblin' Root Beer, Real Gold, Red Flash, Red Lion, Refresh Tea, Rimzim, Rio Gold, Ripe N Ready, Risco, Riwa, Robinson Brothers, Roses, Royal Tru
- S: Safaa, Safety First, Safia, Samantha, Samurai, Santiba, Santolin, Sarsi, Saryusaisai,  Scorpion, Seagrams, Seasons, Seltz, Sensation, Sensun, Senzao, Shichifukuzen, Shock, Signature, Sim, Simba, Simply Apple, Simply Orange, Sintonia, Slap, Smart, Sobo, Sodafruit Caprice Oranges, Sokenbicha, Solo, Sonfil, Soonsoo 100, Sparkle, Sparkletts, Sparletta, Sparletta Iron Brew, Splash, Splice, Sport Cola, Sport Plus, Spring Water, Sprite, Sprite Ice, Sprite Ice Cube, Sprite ReMix, Sprite Light, Sprite Zero, Spur, Squirt, Stoney Ginger Beer, Sun Valley, Sundrop, Sunfill, Sunfilled & Fruit Tree,  Supa, Superkools, Superpac, Surge, Swerve
- T: TaB, TaB X-Tra, Tahitian Treat, Tai, Tarumi, Tavern, The Tea for Dining, Tea World Collection, Ten Ren, Thextons, Thums Up, Tian Tey, Tian Yu Di, Tiky, Top, Toppur, Tops, Tropical, Tuborg Squash, Turkuaz
- U: Urge
- V: Valpre, Valser, Vanilla Coke, Vault, Vegitabeta, Vica, Vita, Vital, Vital O, Vitingo, Viva
- W: Water Salad, Wilkin's Distilled Water, Wink, Winnie the Pooh Junior Juice
- Y: Yang Guang, Yang Guang Juicy T, Youki, Yumi